# Taraxipo
Taraxipo, Taráxipo o Taraxippo (en griego: Ταράξιππος, Taráxippos, "excitador de caballos" o "el que asusta a los caballos" y plural: Taráxippoi; en latín, equorum conturbator), en la mitología griega, era una presencia, identificada de muy diversas maneras como un fantasma, daimon o lugar peligroso, que se considera asustaba a los caballos en los hipódromos en toda Grecia.
Algunos taraxippoi fueron asociados a cultos de héroes griegos o con el dios Poseidón en su aspecto de dios de los caballos (Poseidón Hipio, en griego antiguo: Ποσειδῶν ῐ̔́πποs) que causó la muerte de Hipólito. Pausanias, la fuente más antigua que ofrece la mayor cantidad de explicaciones, lo considera un epíteto en lugar de una única entidad.

## Origen
El más notorio de los taraxipos era el Taraxippos Olympios en Olimpia. Pausanias describe así el lugar:

"El hipódromo [de Olimpia] tiene un lado más largo que el otro, y en el lado más largo, no lejos del sitio en que los carros de caballos debían dar la vuelta, se encuentra, el Taraxipo, el terror de los caballos. Tiene la forma de un altar redondo y los caballos son presas de un miedo repentino, sin razón aparente, y del miedo surge un accidente. Los carros generalmente se estrellan y los aurigas resultan heridos. Por esto, los aurigas ofrecen sacrificios y rezan a Taraxipo para que les sea propicio."

Las carreras de caballos y de carros fueron parte de los juegos funerarios de la era homérica. La utilización de la tumba de un héroe o un altar como un poste giratorio en una pista de carreras se origina en los rituales funerarios. En la Ilíada, Aquiles mata a Héctor en represalia por la muerte de su amigo Patroclo, para conducir a continuación su carro alrededor de la pira funeraria tres veces, arrastrando el cuerpo del príncipe troyano. Este cerco mágico puede haber sido originalmente una propiciación vinculante de los muertos, para asegurarles su exitoso paso a la otra vida y evitar que regresen.
El caballo había sido considerado un animal funerario durante la época arcaica. El arte conmemorativo en Grecia, la civilización etrusca y la Antigua Roma han representado a menudo escenas de carro o del difunto montando un caballo en la otra vida. El diseño de los postes giratorios (metae) en un circo romano derivaba de los monumentos funerarios etruscos, y el giro lejano del Circo Máximo bordeaba un altar subterráneo utilizado para las fiestas Consuales donde se honraba al 'Neptuno ecuestre' (el equivalente romano de Poseidón Hipio). El giro en una pista de carreras es el lugar más probable de accidente, por lo que los peligros naturales de una curva cerrada combinada con el aura sacra de una tumba u otro sitio religioso llevaron a creer en una presencia sobrenatural. Los caballos de carrera a menudo solían ir adornados con amuletos de buena suerte para evitar los peligros.

## Leyendas
Se decía que la fuente del terror en Olimpia era el fantasma de Enómao, que dañaba a los aurigas como había dañado anteriormente a los pretendientes de Hipodamía. Algunos dicen que fue el espectro del auriga Mírtilo, quien causó la muerte de Enómao. Otros, que era la tumba de un gigante nacido en la Tierra, Isqueno.
En los Juegos Ístmicos, el Taraxippos Isthmios era el fantasma de Glauco de Potnias, que fue devorado por sus propios caballos. Los Taraxippos Nemeios causaban pánico en los caballos durante los Juegos Nemeos. Para Pausanias:

"En Nemea de los argivos no había ningún héroe que dañara a los caballos, pero sobre el punto de giro de los carros se levantaba una roca de color rojo que con su destello aterrorizaba a Los caballos, como si hubiera un fuego".

El dramaturgo cómico Aristófanes hacía bromas en Los caballeros llamando a Cleón Taraxippostratus (Excitador de las tropas de caballos).